# 羅毅剛
羅毅剛（1975年3月22日—），是一名已退役中國男子羽球運動員。
羅毅剛1997年首次引起關注，當時他在中國羽球公開賽上獲得第二名。他在同年的泰國羽球公開賽上獲得第三名。1998年，他贏得了瑞典羽球公開賽，並在全英羽球錦標賽中獲得第三名。1999年，他贏得馬來西亞羽球公開賽。2002年，他贏得法國羽球公開賽。
羅毅剛曾代表中國參加2000年湯姆斯盃。在與印尼對陣的決賽中，他擔任第三單打，但未能上場中國隊便以0-3輸球而獲得亞軍。
2018年6月，罗毅刚擔任中国国家队女单主管教练。